# 1642 Hill
1642 Hill è un asteroide della fascia principale. Scoperto nel 1951, presenta un'orbita caratterizzata da un semiasse maggiore pari a 2,7510840 UA e da un'eccentricità di 0,0685766, inclinata di 10,82822° rispetto all'eclittica.
L'asteroide è dedicato all'astronomo statunitense George William Hill.